# パラッパラッパー
『パラッパラッパー』 (PaRappa The Rapper) は、七音社によって制作され、1996年12月6日にソニー・コンピュータエンタテインメントが発売したPlayStation向けゲームソフトのタイトル、またはこれを原作とするテレビアニメのタイトル。本稿では続編『パラッパラッパー2』、映像化作品も含めて記述する。

## 概要
「音楽(リズム)に合わせてボタンを押すゲーム」の基礎を築いた、元祖リズムアクションゲーム。リズム感が要求されるヒップホップを大々的に導入し、世界で初めて「音楽ゲーム」で成功を収めた作品であり「音ゲーの始祖」とも呼ばれる。
その斬新かつシンプルなゲーム性と、ポップで明るいグラフィックが話題を呼び、子供から大人まで楽しめる作品として大ブレイクした。本作は70か国以上で販売されており、国内累計出荷本数は148万本を記録。本作発売から12年後の2009年に『リズム天国ゴールド』が記録を更新するまでは「日本で最も売れた音楽ゲームソフト」として、同ジャンルの売り上げ本数1位の座を維持し続けた。
本作の主人公「パラッパ」はPlayStationを代表するキャラクターの一人として、様々なメディアに出演している。また、本作と同日に発売して大ヒットした『クラッシュ・バンディクー』とは互いに関係の深い作品となっている。
本作の関連作品として『ウンジャマ・ラミー』があり、基本的なゲーム性や世界観などを共有している。
リアルタイムに音声を切り替えられるCD-ROM XAの機能を有効活用したゲームとなっている。

## シリーズ作品
- 1996年 パラッパラッパー (PS)
- 1999年 ウンジャマ・ラミー (PS)
- 1999年 ウンジャマ・ラミー NOW!! (AC)
- 2001年 パラッパラッパー2 (PS2)
- 2001年 マクドナルドオリジナル ハッピーディスク (PS2) - 非売品で、『パラッパラッパー2』の1面のハンバーガー屋の一部を、マクドナルド仕様に変更した体験版を収録。
- 2006年 パラッパラッパー (PSP) - アドホックモードで最大4人までの対戦プレイに対応。正常に作動しないバグがあったが、本体ファームウェアの更新で修正。
- 2013年 プレイステーション オールスター・バトルロイヤル (PS3) (PS Vita) - 格闘ゲーム。『キルゾーン』シリーズのエイリアンがパラッパタウンを侵略しにくる。
- 2017年 パラッパラッパー (PS4) - 1作目のHDリメイク版。

## ゲームシステム
基本システム
プレイヤーは、主人公である「パラッパ」を操作し、画面に表示される指示通りにボタンを押して「ラップ」を行うことでゲームを進めていく。ゲームの進行は各ステージの先生(お手本キャラクター)とのラップバトル形式で行われ、先に先生による「お手本」が表示された後、続いてプレイヤーがボタン入力に挑戦するという流れになっている。
ラップは正しいボタンを押すだけでなく「タイミングの正確さ」も重要であり、ラップの出来によってスコアが増減する。
評価ランク
お手本通りにラップができれば評価(ランク)が上昇して演出も豪華になっていくが、逆にボタンを間違えたり、タイミングがずれたりしてラップを失敗すると下の評価が点滅し、スタート時の「GOOD」から「BAD」、「AWFUL」と下降していく。
曲を完奏した時点の評価が「BAD」以下、あるいは「AWFUL」が点滅しているだけの状態で失敗してさらに下降してもその時点でステージ攻略失敗でゲームオーバーになる（パラッパ1では、「TRY AGAIN!! 〇YES ×NO」、パラッパ2では、「TRY AGAIN? 〇YES ×NO」も表示）。
ゲームオーバー時はステージ(曲)の初めからやり直しとなり、曲を完奏した時点で「GOOD」以上の評価を得るとステージクリアとなる(以降はCOOLでステージクリアとなる)。
アドリブ
本作の隠し要素として、あえてお手本にはないタイミングでボタンを押す「アドリブ」が存在する。アドリブは特定の法則のもとに、プレイヤーがオリジナルのリズム(ラップ)を生み出すことで通常よりも高い評価を得るというシステムであり、高評価を出すには必須のテクニックとなっている。また、アドリブを連続で成功させてランクが「COOL」に到達すると、舞台からお手本の先生が消えてパラッパの独壇場となる「COOLモード」に移行する。「COOLモード」中はお手本が一切表示されなくなるため難易度が上昇するが、この状態を維持して評価を下げずにステージをクリアすることで、通常プレイでは発生しない専用の演出を見ることができるようになっている。

## 開発
企画の始まり
ミュージシャンの松浦雅也（元PSY・S）が企画を立案、キャラクターデザインおよびコミカライズをロドニー・アラン・グリーンブラット、ゲームシナリオを伊藤ガビン、セリフなどをMC RYUが手がけた。
松浦は本作の企画は七音社を設立する前に一度ソニー・コンピュータエンタテインメントに持参したものの、様々な条件を突きつけられた末にSCE側から不安がられて却下された。その後、松浦が七音社を立ち上げた後に、SCEIサイドからロドニー・アラン・グリーンブラットをキャラクターデザインに起用するなどのアドバイスもあり、企画が通った。
松浦は、「雑誌の連載記事を書いていたころ、編集スタッフから勧められた『ギターヒーロー』に似たゲームで遊んだものの、なぜだか面白くないと感じ、この点を改善しようという考えが『パラッパラッパー』の企画につながった部分があった。」と述べている。
制作当時のSCEはソニーとCBSソニーの出身者が同じくらい在籍しており、音楽(コンテンツ)をフィーチャーした独創的なゲームの模索を続けていたCBSソニーの出身者たちは、松浦らに接触した。
独特なビジュアル
『パラッパラッパー』の独特なビジュアルは、アメリカ出身のアーティストロドニー・アラン・グリーンブラットによるものである。後の任天堂のペーパーマリオシリーズでも採用された平面のキャラクターは人物の正面図と背面図をそのまま貼り合わせたような、厚みのないモデルであるが、動きやゲーム内の背景は3次元で描かれている。ロドニーは自身のウェブサイト"Whimsyload"にて、「松浦からロドニーのデジタル絵本Dazzeloidsのキャラクターを用いたデモを見せられ、キャラクターを平面にしてはどうかと提案してきた」と述べている。
松浦はインタビューの中で、ミュージシャン時代にサンプリングを多用した音楽を制作する中で人間の声を用いることに面白さを感じ、人間の声を用いたゲームを作りたいと考え、ラップを題材にすることにつながったと述べている。
個性的なキャラクター
『パラッパラッパー』は明るく描かれた都会のような場所を舞台としており、本作に登場するキャラクターは犬やカエル、甲虫といった動物や、植物といった動きの乏しい存在の擬人化が多くを占める。このうち、サニー・ファニー、ケイティ・キャット、PJベリーはロドニーの過去の作品からの流用である一方、パラッパや先生たちは本作に向けて新規に制作されたものである。
松浦はロドニーに「ラップ」のキャラクターを作るよう依頼し、ロドニーは甲殻類のエビを含む様々なタイプのキャラクター案を提出した。犬のキャラクター案が出てきたのは最後期であり、のちにこのキャラクターはパラッパとして採用された。
面白みのあるステージ
松浦は、ステージ5の舞台がトイレである理由について、「ピピンアットマーク/Macintosh向けのソフト『Tunin'Glue 』を制作・発売した際、皆がトイレットペーパーを引っ張り出す音とトイレを流す音を面白がったため、『パラッパラッパー』を作る時も全員に通ずる面白さがあると盛り上がるのではないかと言ったら、それが独り歩きしてあのような形になった」と述べている。
技術面
本作の技術は、たとえばゲームの進行状況によってBGMが切り替わるという部分などCD-ROM XAなどの既存技術を応用したものが基礎になっている。
また、『パラッパラッパー』は、PlayStationのゲームとしては初めて、制作にモーションキャプチャーが使われたE指定（ESRB）のゲームである。ただし、モーションキャプチャーはダンスシーンをより現実的にするために用いられたため、モーションキャプチャーが適用されているのはパラッパと先生たちのみである。
開発期間と売上
製作期間は、1994年からの約2年半。開発当時は「音楽ゲーム」というジャンルがまだ存在しておらず、過去に例のないゲームだったため開発スタッフ内では「これはゲームではない」とする意見が大勢であった。
発売時の初回出荷本数は数万本程度だったが徐々にプレイヤーに受け入れられていき、半年後には数十万本へと売り上げを伸ばしてブレイク。「音楽ゲーム」という新ジャンルを開拓し、世界中で愛されるタイトルとなった。

## 評価
AUTOMATONのShuji Ishimotoは、「集大成ともいえるステージ5の舞台をトイレにするなんてすごいセンスだ」と松浦へのインタビューの中で評した。

## 登場人物

### 主要人物
パラッパ (Parappa)
本作の主人公。大きなニット帽がトレードマークの、どこにでもいるような犬の男の子。
「I Gotta Believe!!」（“僕なら出来るさ”の意）が口癖。妄想癖があり、事あるごとに妄想しては不安に陥ったり、勝手に気持ちが舞い上がったりする。サニーに想いを寄せていて、彼女の気持ちを掴むために様々な事に挑戦しているが、努力するのは苦手である。
『パラッパラッパー』ではサニーを振り向かせるために様々な先生たちの教えを受けながら成長していき、『パラッパラッパー2』ではヌードル団の野望を阻止するために大活躍した。
『ウンジャマ・ラミー』では一週目クリアで隠しプレイヤーとして登場し、ギターではなくラップで挑戦する。ストーリー上ではMilkcanの手伝いをするものだった。この作品のみ一人称が「俺」になっていた。
『プレイステーション オールスター・バトルロイヤル』では、PSP版の『パラッパラッパー』から6年ぶりに登場し、プレイヤーの一人として参戦する。タマネギ先生から教わった格闘技やスケボー、マイクなどを駆使し、トリッキーな戦法で戦う。
アニメでは多少気まぐれな性格で、例の口癖をほぼ使わず、子供っぽい一面を持っているが、妄想癖など根幹の性格はほぼ変わらない。ラップは全くしない。
テレビアニメ『PJベリーのもぐもぐむにゃむにゃ』では『CHOP SHOP フルーシCAFE』でアルバイトをしている。第10話にて誕生日を迎えた。
P.J ベリー (P.J Berri)
常に熊のパジャマ (P.J) を着ている男の子（中身は不明）で、パラッパの親友。
食べることと寝ること、そしてレコードを聞くことが大好き。また、マニア体質で雑学などに詳しい。昼間は呑気でマイペースな食いしん坊だが、夜になると凄腕のDJに変身する。
『パラッパラッパー2』ではヌードル団の野望を阻止するためにパラッパと共に行動し、活躍した。
『プレイステーション オールスター・バトルロイヤル』ではオープニングとエンディングに登場する。
テレビアニメでは基本的にゲームとは変わらないが、「～～な風情」「～～だもんねもんね」と語尾につけることが多い。所々の状況に問わず、よく居眠りをしている。
『PJベリーのもぐもぐむにゃむにゃ』ではタイトルキャラクターとして登場する。『CHOP SHOP フルーシCAFE』で悩み相談室を開いており、彼の夢の中での出来事に対する発言が寝言になり、相談者がアドバイスとして受け取るという設定である。
サニー・ファニー (Sunny Funny)
花の姿をした女の子。パラッパの想い人。
明るい性格で皆からも好かれるが、正直なため騙されやすい。可愛らしい容姿で、パラッパの他にジョーにも想いを寄せられている。その一方で、絡んできた不良にもひるむことなく強気な態度で見せるなど、しっかりと自分の意見を持っているところもある。父親の影響を受けているため、理想の彼氏像が限りなく高い。
最初はパラッパとは友達同然の関係であったが、彼の男らしい姿（実際はトイレを我慢していた）に見惚れ、それ以降から両思いとなる。
アニメでは天然でマイペースな面が強調され、「イカとドリアンのサンドイッチ」などといった創作料理を作ることがある他、萎れた植物を復活させる能力を持っている。更に感情によって頭の花びらが開閉するようで、サニー本人は頭の花びらを髪型だと話している。
『プレイステーション オールスター・バトルロイヤル』ではオープニングとエンディングに加え、対戦時のパラッパの妄想としても登場する。
『PJベリーのもぐもぐむにゃむにゃ』にもパラッパのあこがれとして登場している。
ケイティ・キャット (Katy Kat)
猫の姿をした女の子で、サニーの友達にあたる。苗字のスペリングは "Cat" ではなく "Kat"。
気が強く、思った事は何でもハッキリ言う性格。決断力があり、天性の仕切り屋だが、口を出すだけではなく自分もしっかり行動する。オシャレにはかなり気をつかっている。
『ウンジャマ・ラミー』ではMilkcanのリーダーとして、メインヴォーカルとベースを担当している。アニメではラミーやマーさんが登場しないため歌に関する設定はない一方、 同じ性格を持ったポーラと親しい様子が描かれている。
『プレイステーション オールスター・バトルロイヤル』ではオープニングとエンディングに登場する。
『PJベリーのもぐもぐむにゃむにゃ』には、Milkcanのメンバーたちとともに登場した。
ボクシーボーイ (Boxxy Boy)
パラッパのパパが作ったラジカセ。
顔と手足が付いており、喋ったりすることができるほか、占い機能もついている。必要な時にどこからともなく突然現れ、その場に会った音楽を選曲するが、お喋りが好きで仕切りたがり屋でもある。
『パラッパラッパー』ではムービー内の背景によく映っていたが、『パラッパラッパー2』ではステージを始める前に少しだけトレーニングを行わせてくれる。
『プレイステーション オールスター・バトルロイヤル』ではオープニングとエンディングに加え、パラッパの必殺技の一部として登場する。
ジョー・チン (Joe Chin)
逆三角形体格の犬の姿をした男。数々の企業を持つジョー・チン財閥の御曹司。大金持ちで色男だが、話がかなりくどい。独りよがりでマイペースな性格。パラッパと同じくサニーのことが好きで、終始アプローチするも、それがあまりにも過剰なので、本人達には軽く受け流されている。パラッパを恋のライバルとしてみているが、逆にパラッパ本人は何とも思っていない様子。
顎が長く、「ジョー・チン」という名前はここに由来する。
『パラッパラッパー』では42層のケーキを送るなど何度もサニーにアプローチをするが、最終的に失敗する。『ウンジャマ・ラミー』では彼の企業や商品が公開されたが、後にマーさんによって破壊し尽くされた。ステージ2のCOOL時、彼らしき人物が火事になっているビルの屋上で呑気にプールをしている姿を見せている。
『パラッパラッパー2』ではパラッパの妄想内でサニーの理想の男性として度々見かけてたり、ステージ4にあるロッククライミングの頂上でジャグジーに入っていたり、ヌードル団が街を襲撃している際に逃げている所を目撃できるが、これと言った活躍は見せなかった。ただし少しだけセリフはある。
『プレイステーション オールスター・バトルロイヤル』ではオープニングとエンディングに写真として登場し、オープニングではなぜか人気者になっていたがエンディングでは行方不明になり、ブームも過ぎ去った。
テレビアニメ版には登場しなかったが、『PJベリーのもぐもぐむにゃむにゃ』第4話にてテレビ番組の出演者として登場した。
パラッパパパ (Papa Parappa)
パラッパの父親。世界レベルの恐妻家。
『パラッパラッパー』ではパラッパに60回ローンの愛車を持って行かれるシーンぐらいしか出番がなかった。
発明家でもあり、『パラッパラッパー2』では数々の発明品が見られるが、どこか変なものが多い。
ヌードル団の野望を阻止するため、ヌードル化した物を元の姿に戻す発明品を制作するが失敗。対象物を拡大縮小する光線の発射機能を搭載させてしまう（なお、この光線はヌードルが美味しくなる効果があるらしい）。
その後、タコ山さんを洗脳していた機械を解析し、中にあったゲームを使い、ヌードルを元に戻す発明品を完成させる。そして、パラッパ達と共にその発明品を搭載したマシンを使い、街を襲撃しているヌードル団を止めようとする。
アニメにも登場し、パラッパをサポートするために活躍した。
ジェネラル・ポッター (General Potter)
サニーの父親。街の平和を守る立派で厳格な軍人。頭が植木鉢になっている（初登場時は茶色の植木鉢だったが、『パラッパラッパー2』からはピンク色になった）。
パラッパのパパとは同級生であり、仲が良いところが見られる。パラッパパパいわく「大の甘党」らしい。
『パラッパラッパー2』ではヌードル団を鎮圧するために奮闘する。部下の訓練にパラッパとPJを付き合わせて正規兵にし、タコ山さんのいる美容院へと派遣したりもしている。
街が襲撃された際は、パラッパパパと共に戦闘機に搭乗。発明品を使い鎮圧しようとする際に「大量のお菓子を発射してヌードル団を鎮圧する」という奇抜な戦法を繰り出していた。
テレビアニメ版には登場していないが、『PJベリーのもぐもぐむにゃむにゃ』に登場しており、家庭菜園と称する巨大な農場を維持管理している。
ママ (Mama Parappa)
パラッパの母親。職業は消防士。
コミック版のみ登場。
遊んでばかりいるパラッパに働いてもらいたいと悩んでいる。
ジェットベイビー (Jet Baby)
『パラッパラッパー2』以外のシリーズの冒頭ムービーに必ず登場する映画館のスーパーヒーローで、パラッパたちの間では大人気映画である。
ベリー・ボタンという場所の研究所で、超優秀な科学者夫妻によって作られた可愛いロボット。困っている人を助け、悪人を善人に変えることが使命。ただし、時々おむつを替えてあげなければならないという欠陥がある。
映画は、ジェットブーツで飛行し、一つ目の巨大怪獣に襲われそうになっている熊のぬいぐるみを救出するというストーリーだが、それ以外の活躍は一切ない。
元々はロドニーが温めていたアイデアで、OPを映画から始めるということを聞いたロドニーが登場させた。

### 先生たち
タマネギ先生 (Chop Chop Master Onion)
フルーシ道場（フルーツ道場）で空手を教えている頭がタマネギの中年男性。本人いわく日系人で、日本語訛りの英語を話す。色々変わった人ではあるが、時々いいことを言うことはある。彼の道場のモットーは「苺を食らわば皿まで」で、これは「たとえ苺一個を食べる時にでも、意識を集中させ、全力で潰し、ミルクをかけ、砂糖をまぶし、皿まで食う勢いで行け」という意味を表している。
シリーズを通して登場している先生で、『ウンジャマ・ラミー』ではカジノにハマって道場経営に失敗し、門下生に逃げられ道場を失う。その後、路上で空手を教えたり、怪しいサングラスを売ったり、お手伝いさんとして働きつつどうにか生きていた。
また、『2』を除いて最初に出てくる先生であり、ゲームのチュートリアル役と言っていい立ち位置でプレイヤーとパラッパに基本を教授する。
『パラッパラッパー2』では新格闘エクササイズ“ロマンティック空手”を開発し、一躍有名人になる。
『プレイステーション オールスター・バトルロイヤル』ではパラッパステージの背景キャラクターとして登場する。
テレビアニメ版にも登場したほか、『PJベリーのもぐもぐむにゃむにゃ』ではパラッパたちのアルバイト先である喫茶店『CHOP SHOP フルーシCAFE』を経営している。
ボイスを担当しているのは本作のセリフや歌詞を担当した、MC RYU。アニメ版でも同じタマネギ先生を演じている。
ムースリーニ先生 (Instructor Mooselini)
ヘラジカの姿をした自動車教習所の女性教官。
常に怒ったような表情で鼻息を荒らげており、黒人風のラップで厳しい指導をする。しかし、車のドアを閉め忘れたり、角が天井に引っかかったりなど、うっかりでお茶目な一面を持っている。
『プレイステーション オールスター・バトルロイヤル』では、自動車教習用の車を運転しながら、パラッパステージの背景キャラクターとして登場する。
カエル先生 (Mr.Prince Fleaswallow)
ヒッピー風の少し怪しいカエル。ジャマイカ出身。
フリーマーケットの達人で、愛をテーマにビンの蓋のようなガラクタでも結構なお値段でファンキーに売る自信があるらしいが、実際はほとんど売れたためしがない（本人も「こんなに売れたのは初めてなんだ」と言っている）。レゲエ調のラップを演奏する（ゲーム上では連打系のラップとして表現されている）。
なお、彼のステージをクールモードでクリアするとクリア後のムービーに出てくる車が変わる。
『ウンジャマ・ラミー』では楽器屋の店員として少しだけ登場している。ただし、セリフはない。
テレビアニメ版にも登場しており、かつてはサーファーだったが、とある出来事がきっかけで海恐怖症になってしまったことが語られた。 また、ゲーム版では一人称は「わし」だが、アニメ版では「僕」で口調もゲーム版に比べて若々しい。
『プレイステーション オールスター・バトルロイヤル』では、逃げ惑う町の人々の一人として、パラッパステージの背景キャラクターとして登場する。
『PJベリーのもぐもぐむにゃむにゃ』では、記事や写真の無断使用が原因でホームページを閉鎖したことを明かし、PJから「自分で作ってみてはどうか」というアドバイスを受けた。
ニワトリ先生 (Cheap Cheap The Cooking Chicken)
人気の料理番組 "Cheap Cheap Cheap" の先生。「安く、安く、チープに」がモットーで、安い材料でおいしい料理を作ることに関しては天下一品。ただ、若干怒りっぽいところがある。作中ではシーフードケーキを制作する。
普段はお上品な態度を取っているが、丁寧な文体のイギリス英語で下品な言葉を連発するラップを演奏する。テレビから飛び出ると言った謎の能力を持っているらしいが、実際はパラッパと先生が同じスタジオにいるだけである。
ゲーム上ではムースリーニ先生をベースにカエル先生の連打要素を多少取り入れた、非常に手強いラップをしてくる。
MC.キングコング・ムシ (MC King Kong Mushi)
パラッパタウンのクラブハウスのMC。蜘蛛とアブラムシを足して2で割ったような容姿をしている。
街の若者から尊敬されているお兄さん。彼がいると、どんなステージでも盛り上がるらしい。
先生ではないが、『パラッパラッパー』と『パラッパラッパー2』の最終ステージでパラッパと共にラップを披露した。
アニメにも登場。クラブのMC以外に大手レコード会社の社長としても活動しているらしく、DJとして活躍しているPJを気に入っているが足音が気に入らないという身勝手な理由で解雇した。
思ひでヒゲ社長 (Burger Master Beard)
“ヒゲ★バーガー”の創業者で故人。長い立派なヒゲを蓄えている。
バーガーの味に対しては、この世のものとは思えないほどの異常なこだわりを持ち、息子のバーガー嫌いの原因となってしまった。息子や従業員たちがヌードルバーガーしか作れないのを見かねてポスターから飛び出し、パラッパと共にバーガーを制作する。
彼の妻はバーガーの食べすぎでバーガーのような外見になってしまったとヌードルマスターが語っている。
マクドナルドのハッピーセットとして登場した体験版ディスクでは、彼の店はマクドナルドのデザインに変更されていた。
アリ導師 (Guru Ant)
世界最小の哲学の巨人。
非常にクールな性格で何かを悟った言動をとるが、パラッパパパの発明品によって巨大化すると隠していた感情を露にし、混乱する。大きくなる事に恐怖心を抱いている様子で、小さくないと落ち着かないらしい。
ステージをクリアするとパラッパ達と同じぐらいの大きさになる。
ムーセイシャ教官 (Instructor Moosesha)
特殊部隊の鬼教官で、『パラッパラッパー』に登場したムースリーニ先生の妹。
彼女たちの家系は代々、みんな何かしらの“鬼教官”になっているらしい。
姉と同じく、鼻息が激しく指導は厳しいが、軍装にも関わらずバレリーナのスカートを履いたり、訓練の後に写真撮影を要求したり、ロッククライミングの後にロープを忘れたりなど、姉と同じくうっかりでお茶目な一面を持つ。
彼女の訓練法はロッククライミングだけでなく、縄跳びやローラースケート、さらにはエキサイトバイクを使った訓練を行っている。
タコ山さん (Hairdresser Octopus)
パラッパタウンのナンバーワン人気美容師。オネエ言葉で話すタコの男性で、首から下は壺になっている。
普段は青色だが怒ると顔が赤くなる。洗脳機能を持ったラジオを聴いた事で洗脳されて赤色に変色しており、アフロヘアしか作れなくなってしまっていた。
『パラッパラッパー2』に登場するキャラクターの中では唯一テレビアニメ版に登場した。
ヌードルマスター (Colonel Noodle)
ヒゲ社長の息子で、ヒゲ★バーガーの店長。先生ではないが、ヌードル団のボスとして対戦する。世界の全ての食べ物を麺類に変えるという野望の持ち主。
生まれた頃からヒゲ★バーガーの跡継ぎとなる運命を持っていたが、普段の食事はもちろん、誕生日などの料理もバーガーばかりという偏り過ぎた食生活を長年続けたことが原因でバーガー嫌いとなり、それが原因で友達を失い、麺類を発見した事により、麺類を非常に溺愛している。そして麺類だけの世界を築くために世界制服を企てる。
手始めに自身のバーガー屋をヌードルだらけにし、その後も様々な工作活動を行い、バーガー屋のくじの景品もヌードル100年分を提供し、今度はパラッパのヌードル恐怖症の原因を作った。
その後、アジトに乗り込んできたパラッパとのラップ対戦中に水を浴びたのをきっかけに自分の麺類に対する溺愛に疑問を感じ始め、説得によって改心。自らの意思で組織を解散した。
彼の部下は全てロボットであり、彼らと麺類を放出する戦車などは全て有線式のリモコン操作となっている。また、彼のアジトはお台場フジテレビスタジオのモチーフとなっている。

### テレビアニメからの登場人物
マット (Matt)
犬の姿をした男の子。PJとクラブで知り合い、それをきっかけにパラッパたちとも親しくなる。
文武両道でルックスが良いため女の子にモテるが、本人はそういうのには関心がないよう。グループの中で一番背が高い。
彼の使用している携帯電話は、エピソードごとにデザインが異なっている。毎回それとなく謎の人物に状況を連絡している。また、マンホールのふたを開けようとすることがある。
『PJベリーのもぐもぐむにゃむにゃ』にも相談者として登場した。
ポーラ (Paula)
「大きなお世話だけど…」と、なにかと世話を焼く狐の女の子。1話でパラッパタウンに引っ越してきた。
ケイティと同じく強気な性格で、リーダーとして行動する。それゆえ、初登場で真っ先にケイティと衝突したが、後に仲直りし仲間にはいる。マット同様モテるらしく、以前住んでいた町では何かとちやほやされていたと述べている。
『PJベリーのもぐもぐむにゃむにゃ』にも相談者として登場した。
ピント (Pinto)
アホ毛が特徴のパラッパの妹。ませた性格をしており、頼りない兄の面倒を見たがる。 ウーイー (Uee) という名の謎の生物をペットとしていつも連れている。
ガスター (Gaster)
紫色のウサギの姿をした悪漢。相棒のグルーバーと共に、パラッパたちの住む町を「恐怖のどん底」に陥れようと悪事を企んでいるが最後は失敗する。
なぜパラッパタウンを恐怖のどん底に陥れようとしているのか、未だに謎とされている。「〜ガスター」と言う口癖を持っている。
グルーバー (Gruber)
紫色の哺乳類の姿をした悪漢。2話で初めてガスターと顔を合わせ、6話から共に行動するようになったが、ガスターからはあまり良い扱いを受けていない。足がくさい。
シャイマン先生
パラッパ達の担任。普段は照れ屋でおとなしいが、第3話でパラッパ達にバケツを足に突っ込まされて性格が変わり暴走した。最終回に登場した時は、蝋燭の描かれた帽子をかぶっていた。
ヒッポ先生
パラッパ達の学校の先生のひとりである紫色のカバ。融通の利かない典型的な大人。
ボブジー先生
パラッパ達の学校に勤める緑色の爬虫類の教師。

### その他の登場人物
スウィーティー・バンチャ (Sweety Bancha)
プラッシュ（ぬいぐるみの)少女で、PJの情熱的な友達&ガールフレンド。
テレビアニメ版にも異なったデザインで登場し、最初はパラッパに惚れたという口実でPJに接触したのだが、実際はPJに惚れていたことを後に泣きながらサニーに謝罪した。また、下級生であるらしく、パラッパやPJを「先輩」と呼んでいた。
『PJベリーのもぐもぐむにゃむにゃ』にも登場しており、居眠りばかりするPJに不満を抱いていた。
スクェア・E・ベア (Square E Bear)
『Rodney Fun Comic Collection』に登場するキャラクター。四角い体格を持った熊。
ロドニー・グリーンブラット
『パラッパラッパー2』に登場する、ベージュ色のコートを着たテレビレポーター。カメラマンと共にヒゲ☆バーガーで発生しているヌードル化現象の取材に来ていた。
モデルはロドニー自身で、声も本人が担当している。

## テレビアニメ
2001年4月14日から2002年1月11日までフジテレビ系列で放送されたテレビアニメ作品。全30話。フジテレビ・SMEビジュアルワークス共同制作アニメの最終作品である。キー局のフジテレビではEpisode 1からEpisode 17まで土曜18:30から19:00、Episode 18以降は金曜16:25から16:55に放送されていた。

### キャスト
- パラッパ：入野自由
- サニー・ファニー：かないみか
- PJ ベリー：菊池正美
- ケイティ・キャット：中山理奈
- マット：鈴村健一
- ポーラ：小林晃子
- ボクシーボーイ：江原正士
- ピント：ミッコsky→mikko
- ガスター：内藤玲
- グルーバー：陶山章央
- パラッパのパパ：安井邦彦
- シャイマン先生：上田敏也
- タンバリン：有本欽隆
- パドル：飛田展男
- アン：中山さら
- イーレイ：長島雄一
- シュミット：堀内賢雄
- ジョナサン：森久保祥太郎
- アンパイア：平野俊隆
- ドン：小杉十郎太
- ドモンジョ：田の上一洲
- キングコングムシ：若本規夫
- タコ山：三ツ矢雄二
- ヒッポ先生：巴菁子
- タマネギ先生：RYU
- カエル先生：安原義人
- シスターコーン：野沢雅子
- ボブジー先生：志村知幸

### スタッフ
- 原作：ロドニー・アラン・グリーンブラット、松浦雅也
- キャラクター原案：ロドニー・アラン・グリーンブラット
- 企画：清水賢治、白川隆三
- 監督：桜井弘明
- シリーズ構成：浦沢義雄
- アニメーションキャラクターデザイン：後藤隆幸
- キャラクターアドバイザー：松浦季里
- 美術監督：小倉宏昌
- 色彩設定：井上佳津枝
- 撮影監督：佐久間末希
- 編集：浅野真樹子
- アフレコ演出：中野徹
- 録音スタジオ：KSSスタジオ
- 音響制作：HALF H・P STUDIO
- 音楽：松浦雅也、鈴木禎久、黒羽康司
- 音楽監督：長崎行男、中武敬文
- プロデューサー：長部聡介、勝股英夫
- アニメーションプロデューサー：松倉友二、西沢正智
- アニメーション制作：J.C.STAFF
- 制作協力：Production I.G
- 制作：フジテレビ、SME・ビジュアルワークス

### 主題歌
オープニングテーマ
｢LOVE TOGETHER 〜パラッパラッパーMIX〜｣（Episode1 - 15）
作詞・作曲：西寺郷太/編曲・歌：ノーナ・リーヴス
｢Attitude｣（Episode16 - 30）
作詞：川村真澄/作曲：AKIRA/歌：Crystal Kay

エンディングテーマ
｢SCHOOL GIRL｣（Episode1 - 15）
作詞：YUKI&CICO/作曲・編曲：ACCRRAAA J,PAVEL/歌：BENNIE K
｢イエローバルーン｣（Episode16 - 30）
作詞・歌：CHARA/作曲：Shigekazu Aida&CHARA

### 各話リスト
| 話数       | サブタイトル              | 脚本       | 絵コンテ          | 演出             | 作画監督          | 放送日         |
| ---------- | ------------------------- | ---------- | ----------------- | ---------------- | ----------------- | -------------- |
| Episode 1  | イニシャルはP             | 浦沢義雄   | 桜井弘明          | 浜名孝行         | 新野量太 後藤隆幸 | 2001年 4月14日 |
| Episode 2  | 劇場がこわされる          | 浦沢義雄   | 野本藤四郎        | 三芳唯稀         | 大木良一          | 4月28日        |
| Episode 3  | 疲れる授業だな…           | 大和屋暁   | 川崎逸朗 佐藤雅弘 | 川崎逸朗         | 佐藤雅弘          | 5月19日        |
| Episode 4  | それって恋のため息?       | 北条千夏   | 金子伸吾          | 金子伸吾         | 石野聡            | 5月26日        |
| Episode 5  | ほとんど裸だね            | 北条千夏   | 今石洋之          | 安藤健           | 新野量太          | 6月2日         |
| Episode 6  | 何皿でもいけるよね        | 橋本裕志   | まつもとよしひさ  | まつもとよしひさ | 海老沢幸男        | 6月9日         |
| Episode 7  | ブルジョアだねぇ          | 大和屋暁   | 浜名孝行          | 浜名孝行         | 谷津美弥子        | 6月16日        |
| Episode 8  | 誰にも見つかるな          | 浦沢義雄   | まつもとよしひさ  | 高島大輔         | 大木良一          | 6月23日        |
| Episode 9  | 諦めるのは早いって!       | 北条千夏   | 川崎逸朗          | 川崎逸朗         | 入江健司          | 6月30日        |
| Episode 10 | バナナの匂いがする        | 浦沢義雄   | 野本藤四郎        | 下田正美         | 石野聡            | 7月7日         |
| Episode 11 | かなりヘビーだったね      | 橋本裕志   | 今石洋之          | 安藤健           | 後藤隆幸          | 7月14日        |
| Episode 12 | もしかして怖いの?         | 大和屋暁   | 井村守生          | まつもとよしひさ | 海老沢幸男        | 8月11日        |
| Episode 13 | アチョ!アチョ〜!          | 浦沢義雄   | 浜名孝行          | 田中雅彦         | 谷津美弥子        | 8月25日        |
| Episode 14 | ねぇ誰に投票する?         | 北条千夏   | 浜名孝行          | 浜名孝行         | 新野量太          | 9月1日         |
| Episode 15 | ボクのせいだ…             | まさきひろ | 野本藤四郎        | 鈴木行           | 大木良一          | 9月8日         |
| Episode 16 | ボクが稼いでみせる        | 大和屋暁   | 白旗伸朗          | 三芳唯稀         | 石野聡            | 9月22日        |
| Episode 17 | 注目の的なのよ            | 浦沢義雄   | 布施木一喜        | 河野利幸         | 河野利幸          | 9月29日        |
| Episode 18 | シオシオだね              | 浦沢義雄   | 今石洋之          | 田中雅彦         | 後藤隆幸          | 10月5日        |
| Episode 19 | ぶっとばしてよPJ!         | まさきひろ | まつもとよしひさ  | まつもとよしひさ | 海老沢幸男        | 10月12日       |
| Episode 20 | いいねスペクタクル〜!     | 大和屋暁   | 下田正美          | 高島大輔         | 大木良一          | 10月19日       |
| Episode 21 | 警官ジョナサンにお任せを! | 北条千夏   | 田中雅彦          | 河野利幸         | 石川健朝          | 10月26日       |
| Episode 22 | あ、恐竜がこっち見た      | 浦沢義雄   | 金子伸吾          | 三芳唯稀         | 石野聡            | 11月2日        |
| Episode 23 | サーファーな風情          | 北条千夏   | 大塚雅彦          | 田中雅彦         | 後藤隆幸          | 11月9日        |
| Episode 24 | ナウ!監督達どこか?        | まさきひろ | 福田道生          | まつもとよしひさ | 海老沢幸男        | 11月16日       |
| Episode 25 | 眠れないだってぇ?!        | 北条千夏   | 亀井幹太          | 高橋順           | 新野量太          | 11月30日       |
| Episode 26 | 明日はきっと筋肉痛        | 大和屋暁   | 福田道生          | 高島大輔         | 大木良一          | 12月7日        |
| Episode 27 | 今日もナイスフレーバー    | 浦沢義雄   | 下田正美          | 田中雅彦         | 後藤隆幸          | 12月14日       |
| Episode 28 | ハートは渡さない!         | 浦沢義雄   | 福田道生          | 三芳唯稀         | 石野聡            | 12月21日       |
| Episode 29 | PJとは友達なんです        | まさきひろ | 大島みどり        | 田中雅彦         | 後藤隆幸          | 2002年 1月11日 |
| Episode 30 | パラッパ帽をくれ!         | 北条千夏   | 金子伸吾          | 金子伸吾         | 大木良一          | 2002年 1月11日 |

### ネット局
放送時間は北海道文化放送・山陰中央テレビを除き2001年7月中旬 - 8月上旬時点。殆どの地域ではEpisode 17で打ち切られた。
| 放送地域       | 放送局             | 系列           | 放送時間                                                                 | 備考                                |
| -------------- | ------------------ | -------------- | ------------------------------------------------------------------------ | ----------------------------------- |
| 関東広域圏     | フジテレビ         | フジテレビ系列 | 土曜 18:30 - 19:00                                                       | 制作局                              |
| 北海道         | 北海道文化放送     | フジテレビ系列 | 金曜16:00-16:30(2001年4月のみ)→金曜16:20-16:50(2001年5月から)            | Episode 17で放映打ち切り            |
| 岩手県         | 岩手めんこいテレビ | フジテレビ系列 | 日曜6:30-7:00(2001年8月上旬まで)→水曜 16:54 - 17:24（2001年8月下旬から） |                                     |
| 宮城県         | 仙台放送           | フジテレビ系列 | 土曜 7:00 - 7:30                                                         | Episode 17で放映打ち切り            |
| 山形県         | さくらんぼテレビ   | フジテレビ系列 | 火曜 16:30 - 17:00                                                       |                                     |
| 福島県         | 福島テレビ         | フジテレビ系列 | 土曜 18:30 - 19:00                                                       | 同時ネット Episode 17で放映打ち切り |
| 長野県         | 長野放送           | フジテレビ系列 | 金曜 16:00 - 16:30                                                       |                                     |
| 富山県         | 富山テレビ         | フジテレビ系列 | 土曜 18:30 - 19:00（2001年9月まで）→月曜 15:20 - 15:50（2001年10月から） | Episode 17まで同時ネット            |
| 石川県         | 石川テレビ         | フジテレビ系列 | 木曜 15:35 - 16:05                                                       |                                     |
| 静岡県         | テレビ静岡         | フジテレビ系列 | 日曜 9:30 - 10:00                                                        | Episode 17で放映打ち切り            |
| 中京広域圏     | 東海テレビ         | フジテレビ系列 | 金曜 16:25 - 16:55（2001年9月まで）→木曜16:00-16:30（2001年10月から）    |                                     |
| 近畿広域圏     | 関西テレビ         | フジテレビ系列 | 木曜 17:26 - 17:54                                                       | Episode 25で放映打ち切り            |
| 鳥取県・島根県 | 山陰中央テレビ     | フジテレビ系列 | 不明                                                                     |                                     |
| 広島県         | テレビ新広島       | フジテレビ系列 | 水曜 16:30 - 17:00                                                       | Episode 17で放映打ち切り            |
| 高知県         | 高知さんさんテレビ | フジテレビ系列 | 水曜 15:35 - 16:05                                                       |                                     |
| 福岡県         | テレビ西日本       | フジテレビ系列 | 土曜 18:30 - 19:00 →金曜16:25-16:55(一週間遅れ)(2001年10月から)          | Episode 17まで同時ネット            |

## ショートアニメ
『PJベリーのもぐもぐむにゃむにゃ』
シリーズ生誕20周年と前述のアニメ15周年を記念し、2016年10月よりフジテレビの深夜番組『＃ハイ ポール』内のコーナーアニメ（1話につき96秒）として放送されることが決まった。2016年8月18日にパイロット版として第1話が放送され、2016年10月に本放送が開始された。上記のテレビアニメ版と制作スタッフ・キャストは一新されている。シリーズ生誕20周年を記念してフジテレビで開催された「パラッパラッパー アニバーサリーフェス」の最終日である1月15日まで、YouTube上に『PJベリーのもぐもぐむにゃむにゃ』の本放送エピソードが各週3話ずつ公開された。

### キャスト（もぐもぐむにゃむにゃ）
- PJベリー、マット - 大須賀純
- パラッパ - 鈴木裕斗
- タマネギ先生（チョップ・チョップ・マスター・オニオン）、ジェネラル・ポッター[11] - 上田燿司
- サニー・ファニー[8]、ラミー[12]、ポーラ[13] - 諏訪ななか
- PJの家来[14]、コオリヤマ[14]、エアコンガイ[14]、ジョー・チン [15]- 小島英樹
- 相談者、スウィーティ・バンチャ - 明坂聡美[16]

### スタッフ（もぐもぐむにゃむにゃ）
- キャラクター原案 - ロドニー・アラン・グリーンブラット
- アニメーション制作 - 動画工房
- 制作著作 - フジテレビ
- 音楽 - ヤマモトショウ[17]

## 関連商品
DVD、VHS
SME・ビジュアルワークスより発売。全8巻。
- Stage.1（Episode1 - Episode4収録）
- Stage.2（Episode5 - Episode8収録）
- Stage.3（Episode9 - Episode11収録）
- Stage.4（Episode12 - Episode15収録）
- Stage.5（Episode16 - Episode19収録）
- Stage.6（Episode20 - Episode23収録）
- Stage.7（Episode24 - Episode26収録）
- Stage.8（Episode27 - Episode30収録）

- パラッパラッパー TVアニメーション・DVDコレクション（2002年12月4日発売、品番：SVZB-6061）

CD
- パラッパラッパー サウンドトラック
- Parappa The Party Mix
- パラッパラッパー2 オリジナル・サウンドトラック
- LOVE TOGETHER パラッパラッパーMIX
- アイスクリーム!/I Scream!
- パラッパラッパー TVアニメーション・サウンドトラック volume.1
- パラッパラッパー TVアニメーション・サウンドトラック volume.2
- ウンジャマ・ラミー